# Фронцковяк, Марек
Марек Фронцковяк (пол. Marek Frąckowiak; 16 августа 1950, Лодзь, Лодзинское воеводство — 6 ноября 2017, Лодзь) — польский актёр театра, кино, радио и телевидения; также актёр озвучивания.

## Биография
Родился в Лодзи. Актёрское образование получил в Государственной высшей театральной школе в Кракове, которую окончил в 1974 году. Дебютировал в кино в 1971, в театре в 1974. Актёр театров в Варшаве. Выступал также в радиопередачах и с 1974 года в спектаклях «театра телевидения» .

## Избранная фильмография
актёр:
- 1971 — Убийство чёрной овцы / Zabijcie czarną owcę
- 1972 — Анатомия любви /Anatomia miłości
- 1974 — День рождения Матильды / Urodziny Matyldy
- 1975 — Грех Антония Груды / Grzech Antoniego Grudy
- 1976 — Золотая утка / Złota kaczka
- 1977 — Польские пути / Polskie drogi (только в 11-й серии)
- 1978 — Что ты мне сделаешь, когда поймаешь / Co mi zrobisz jak mnie złapiesz
- 1980 — Крах операции «Террор»
- 1983 — Альтернативы 4 / Alternatywy 4
- 1985 — Дезертиры / C.K. dezerterzy
- 1985 — Райская яблоня / Rajska jabłoń
- 1986 — Колыбельная / Kołysanka
- 1986 — Предупреждения / Zmiennicy (только в 11-й серии)
- 1987 — Баллада о Янушике / Ballada o Januszku (только в 6-й серии)
- 1987 — Доложи, 07 / 07 zgłoś się (только в 20-й серии)
- 1988 — Алхимик / Alchemik
- 1988 — Пограничье в огне / Pogranicze w ogniu
- 1989 — После падения / Po upadku
- 1989 — Моджеевская / Modrzejewska (только в 1-й серии)
- 1990 — Мария Кюри, почтенная женщина / Marie Curie. Une femme honorable
- 1995 — Полковник Квятковский / Pułkownik Kwiatkowski
- 1999 — Огнём и мечом / Ogniem i mieczem
- 2001 — Канун весны / Przedwiośnie

польский дубляж:
- Воришки, Король Лев, Поймай меня, если сможешь, Синдбад: Легенда семи морей, Том и Джерри и др.